# Ben Scrivens
Ben Scrivens (* 11. September 1986 in Spruce Grove, Alberta) ist ein ehemaliger kanadischer Eishockeytorwart. Er bestritt insgesamt 144 Partien für die Toronto Maple Leafs, Los Angeles Kings, Edmonton Oilers und Canadiens de Montréal in der National Hockey League, bevor er seine aktive Karriere beim HK Dinamo Minsk sowie bei Salawat Julajew Ufa in der Kontinentalen Hockey-Liga ausklingen ließ. Auf internationaler Ebene vertrat er die kanadische Nationalmannschaft unter anderem bei den Olympischen Winterspielen 2018, bei denen er mit dem Team die Bronzemedaille errang.

## Karriere
Scrivens begann seine Karriere in den unterklassigen Juniorenligen der Provinz Alberta und kam schließlich als Stammtorhüter der Spruce Grove Saints aus der Alberta Junior Hockey League zum Einsatz. Anschließend wechselte er 2006 zum Studium an die Cornell University und spielte für deren Eishockeymannschaft, die Cornell Big Reds, in der National Collegiate Athletic Association. Nachdem er sich in seiner zweiten Saison als Stammtorhüter der Mannschaft etabliert hatte, beendete er auch die folgenden beiden Spielzeiten unter den zehn besten Torhütern der Liga. In der Saison 2009/10 erreichte Scrivens mit einer Fangquote von 93,4 % einen nationalen Bestwert und führte seine Mannschaft zur Meisterschaft der ECAC Hockey. Neben der Auszeichnung als Torhüter des Jahres wurde Scrivens ins All-American Team der NCAA East gewählt. Schließlich wurde er für den Hobey Baker Memorial Award als bester College-Spieler der NCAA nominiert.
Nachdem Scrivens im NHL Entry Draft von keiner Mannschaft ausgewählt worden war, unterzeichnete er im April 2010 als Free Agent einen Einstiegsvertrag über ein Jahr mit den Toronto Maple Leafs. In seiner Debütsaison kam er allerdings zunächst nur für deren Farmteams, die Toronto Marlies aus der American Hockey League und die Reading Royals aus der ECHL, zum Einsatz. In der ECHL verzeichnete er schließlich die beste Fangquote der Liga und wurde in den Kader des ECHL All-Star Game berufen.

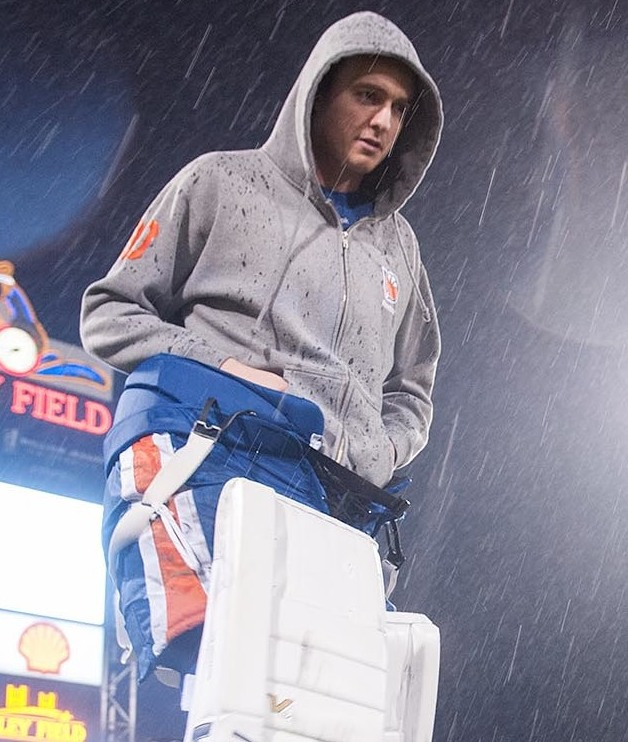
Ben Scrivens (2015)

In der folgenden Saison war Scrivens Stammtorhüter der Marlies und schloss die Saison mit einem Gegentorschnitt von 2,04, dem niedrigsten der Liga, ab. Dafür wurde er mit dem Harry „Hap“ Holmes Memorial Award ausgezeichnet. In den Play-offs zog er mit den Marlies bis ins Finale um den Calder Cup ein, wo das Team allerdings den Norfolk Admirals in vier Spielen unterlag. Im Laufe der Saison erhielt er parallel erste Einsätze in der National Hockey League und stand dort für zwölf Spiele im Tor der Maple Leafs. Aufgrund des Lockouts in der NHL begann er die Saison 2012/13 erneut mit den Marlies, bevor er zum Saisonstart in der NHL dauerhaft in den Kader der Maple Leafs wechselte. Dort kam er als Ersatztorwart hinter James Reimer in insgesamt 20 Spielen zum Einsatz und verzeichnete vier Siege, davon zwei Shutouts.
Am 23. Juni 2013 wurde Scrivens gemeinsam mit Matt Frattin und einem Zweitrunden-Wahlrecht im Austausch für Torwart Jonathan Bernier zu den Los Angeles Kings transferiert. Dort wurde er zunächst als Ersatztorwart hinter Jonathan Quick eingesetzt, bevor dieser durch eine Verletzung ausfiel und Scrivens vorübergehend seinen Posten einnahm. Kurz darauf machte der Kanadier im November 2013 auf sich aufmerksam, als er zwei Shutouts in Folge erreichte und dabei für 191:19 Minuten ohne Gegentor blieb.
Im Januar 2014 gaben die Kings Ben Scrivens im Austausch für ein Drittrunden-Wahlrecht im NHL Entry Draft 2014 an die Edmonton Oilers ab, die zuvor ihren Stammtorhüter Devan Dubnyk nach Nashville transferiert hatten. Am 29. Januar 2014 stellte er dort einen neuen NHL-Rekord auf, als er beim 3:0-Sieg gegen die San Jose Sharks alle 59 Schüsse abwehrte, so viele wie noch kein anderer Torhüter zuvor in einem Shutout in der regulären Saison. Einen Monat später unterzeichnete Scrivens einen neuen Zweijahresvertrag über 4,6 Millionen US-Dollar.
Sein Debüt auf internationalem Debüt gab Scrivens bei der Weltmeisterschaft 2014, bei der er vier Einsätze für die kanadische Auswahl absolvierte.
Nachdem er in der Saison 2014/15 noch 57 Spiele für die Oilers absolviert hatte, wurden ihm während der Vorbereitung auf die Spielzeit 2015/16 die beiden neu verpflichteten Goalies Cam Talbot und Anders Nilsson vorgezogen, sodass er zu den Bakersfield Condors in die AHL geschickt wurde. Scrivens blieb bis Dezember 2015 in der AHL, ehe ihn die Oilers an die Canadiens de Montréal abgaben und im Gegenzug Zack Kassian verpflichteten. Montréal reagierte damit auf die anhaltende Verletzung von Carey Price sowie die nicht überzeugenden Leistungen von Mike Condon und Dustin Tokarski.
Nach der Saison 2015/16 wechselte Scrivens erstmals nach Europa und schloss sich dem HK Dinamo Minsk aus der Kontinentalen Hockey-Liga an. Die Spielzeit 2017/18 verbrachte er bei Salawat Julajew Ufa, bevor er seine aktive Karriere im Sommer 2018 beendete, indem er als Team Manager bei den Pioneers bei der University of Denver übernahm.

### International
Scrivens gehörte bei der Weltmeisterschaft 2014 sowie bei den Olympischen Winterspielen 2018 zum Aufgebot der kanadischen Nationalmannschaft. Dabei errang er eine olympische Bronzemedaille.

## Erfolge und Auszeichnungen
| - 2009 ECAC Hockey Second All-Star Team - 2010 ECAC Hockey First All-Star Team - 2010 Ken Dryden Award (Torhüter des Jahres der ECAC Hockey) - 2010 Whitelaw-Cup-Gewinn mit der Cornell University | - 2010 NCAA East First All-American Team - 2011 Teilnahme am ECHL All-Star Game - 2012 Harry „Hap“ Holmes Memorial Award |

### International
- 2018 Bronzemedaille bei den Olympischen Winterspielen

## NHL-Rekorde
- 59 gehaltene Schüsse in einem Shutout (29. Januar 2014)